# デスホライズン: リーロード
『デスホライズン:リーロード』（Death Horizon：Reloaded）は、バーチャル・リアリティ（VR）デバイス用ファーストパーソン・シューティングゲーム。2019年9月26日に発売された。本作はOculus Questで利用可能であり、Oculus Rift、HTC Vive、PlayStation VR向けに開発中のバージョンもある。本作は2017年9月21日にOculus GoおよびSamsung Gear VRプラットフォーム向けに発売されたゲーム『Death Horizon』の続編である。

## ゲームプレイ
プレイヤーは自由にステージを移動し、さまざまな方法を選択してゲームをクリアすることができる。プレイヤーは2つのOculus Questコントローラーを使って、両手でゲームアイテムや武器を操作したり、パイプ、ケーブル、はしごなどを使って移動したりする。例えば、射撃時に両手でショットガンを効率的にリロードできるほか、片方の手でケーブルを掴みながらもう片方の手でピストルを発射することもできる。
ゲームの発売後、マルチプレイヤーモードの開発が発表され、2020年9月に協力プレイ（Co-op）モードが追加された

## プロット
主人公は放棄された研究ステーション「ホライゾン」にいることに気づき、そこで彼はゾンビの大群との戦いに直面することになる。途中でプレイヤーは、研究施設のCCTVシステムを通じて彼を見て口頭でヒントを与える未知の人物に助けられることになる。後のステージでは、その声は不意にプレイヤーの進行を遅らせようとし始める。ストーリーの最後には、ゲームの主人公は謎の助力者と出会い、彼らの主な秘密を知ることになる。

## 開発
『デスホライズン:リーロード』の開発元はロンドンを拠点とする「Dream dev Studio社」である。本作はVRプラットフォーム専用ソフトとして開発され、Oculus Questで利用できる。Oculus Rift、HTC Vive、PlayStation VRおよびPico NEO2向けの開発中のバージョンもある。

## レビュー
本作は批評家から平均的なレビューを受け、Oculus QuestのTOP80ゲームのリストで36位になった。